# Lijst van pauselijke bullen
Dit is een overzicht van pauselijke bullen door de eeuwen heen. 

### 11e eeuw
- Paus Nicolaas II
  - 1059 - In Nomine Domini: pauskeuze alleen door kardinaal-bisschoppen
- Paus Gregorius VII
  - 1079 - Libertas ecclesiae: vrijheid van de kerk zonder inmenging van enige wereldlijke macht
  - 1079 - Antiqua sanctorum patrum: aartsbisschop van Lyon wordt primaat van de kerkprovincie Gallië (Rouen, Tours en Sens)

### 12e eeuw
- Paus Calixtus II
  - 1120 - Sicut Judaeis: ter bescherming van de Joden
- Paus Innocentius II
  - 1136 - Ex Commisso Nobis : erkenning van onafhankelijkheid Poolse kerk
  - 1139 - Omne Datum Optimum : privileges voor de Tempeliers
- Paus Celestinus II
  - 1144 - Milites Templi : bevestiging van de privileges van de Tempeliers
- Paus Eugenius III
  - 1145 - Militia Dei : versterking van de privileges van de Tempeliers
  - 1145  - Quantum praedecessores : oproep tot de Tweede Kruistocht
- Paus Adrianus IV
  - 1155 - Laudabiliter : erkenning Engelse heerschappij over Ierland
- Paus Alexander III
  - 1179 - Manifestis probatum : onafhankelijkheid van het koninkrijk Portugal
- Paus Lucius III
  - 1184 - Ad Abolendam : maatregelen tegen de ketterij
- Paus Gregorius VIII
  - 1187 - Audita Tremendi : Derde Kruistocht
- Paus Celestinus III
  - 1192 - Cum universi : de Schotse kerk valt niet meer onder de aartsbisschop van York
- Paus Innocentius III
  - 1198 - Post miserabile : oproep tot de Vierde Kruistocht
  - 1199 - Vergentis in senium : maatregelen voor kettervervolgingen

### 13e eeuw
- Paus Innocentius III (vervolg)
  - 1205 - Etsi non displaceat : lijst van beschuldigingen tegen de Joden
  - 1213 - Quia maior : oproep tot de Vijfde Kruistocht
- Paus Honorius III
  - 1216 - Religiosam vitam : erkenning van de oprichting van de orde der Dominicanen
  - 1218 - In generali concilio : oproep tot uitvoer van maatregelen tegen de Joden, zoals bepaald tijdens het Vierde Lateraans Concilie
  - 1219 - Super speculam :
  - 1223 - Solet annuere : erkenning orde der Franciscanen
- Paus Gregorius IX
  - 1228 - Fraternitatis tuae : (Van uw broederschap) Eucharistisch wonder van Alatri
  - 1230 - Quo elongati : strijd over het testament van de Heilige Franciscus van Assisi
  - 1231 - Parens scientarum : garandeert de vrijheid van de Universiteit van Parijs
  - 1231 - Illi humani generis : aanstelling Dominicanen als Inquisiteurs
  - 1233 - Vox Rama : veroordeelt satanistische bijeenkomsten in Duitsland
  - 1233 - Etsi Judaeorum : oproep om aanvallen van christenen op Joden te voorkomen en te beperken
  - 1233 - Licet ad capiendos : oproep tot de Inquisitie
  - 1234 - Pietati proximum : bevestiging heerschappij van Duitse Orde over het Kulmerland
  - 1234 – Rex pacificus : afkondiging van het Liber Extra, de verzameling van pauselijke decretalen
  - 1235 – Cum hora undecima  (Sinds het elfde uur): Niet-christelijke priesters mogen preken tot niet-christelijke naties
  - 1239 - Si vera sunt  (Als zij waar zijn): inbeslagneming, controle op en verbranding van de Talmoed door de prelaten in Frankrijk en Spanje
- Paus Innocentius IV
  - 1244 - Impia judeorum perfidia : oproep tot verbranding Talmoed
  - 1245 - Inter alia desiderabilia : aanklacht tegen koning Sancho II van Portugal
  - 1245 - Dei patris immensa : oproep aan Mongolen om zich te bekeren
  - 1245 - Cum non solum : oproep aan Mongolen om aanvallen op christenen te stoppen en vrede te sluiten
  - 1245 - Cum simus super : bevestiging van pauselijke suprematie en oproep tot kerkelijke eenheid (gericht op de christenen in het oosten)
  - 1245 - Ordinem vestrum : tweede pauselijke verklaring van de regel van Franciscus van Assisi
  - 1247 - Lachrymabilem Judaeorum :
  - 1248 - Viam agnoscere veritatis : Brief aan Baiju, een koning van de Mongolen
  - 1252 - Ad Extirpanda : toestemming tot foltering bij verhoren door de Inquisitie
  - 1253 - Solet annuere : erkenning orde der Clarissen
- Paus Alexander IV
  - 1256 - Licet ecclesiae catholicae : oprichting van de orde der Augustijnen
- Paus Urbanus IV
  - 1264 - Exultavit cor nostrum : (Ons hart juichte) de onaangekondigde aankomst van de gezant van Hulagu
- Paus Clemens IV
  - 1267 - Turbato corde : beschuldiging van de Joden, die christenen zouden willen bekeren naar hun geloof
- Paus Nicolaas III
  - 1278 - Vineam Sorec : verplichting van het leren van de catechismus door de Joden
  - 1279 - Exiit qui seminat : stellingname tegen het armoede-ideaal van de Franciscanen
- Paus Bonifatius VIII
  - 1296 - Clericis Laicos : excommunicatie van alle clerus die zonder toestemming van de Heilige Stoel betalingen doen aan leken
  - 1297 - Romana mater ecclesia : investituurstrijd met Frankrijk
  - 1299 - Scimus Fili : illegaal verklaren van de bezetting van Schotland door koning Eduard I van Engeland
  - 1299 - De Sepulturis : (Over de begrafenisrituelen) verbod op het in stukken snijden en koken van lichamen, zodat de beenderen –vrij van vlees- begraven kunnen worden in eigen land
  - 1300 - Antiquorum habet : Afkondiging van het eerste Heilig Jaar

### 14e eeuw
- Paus Clemens V
  - 1307 - Pastoralis praeeminentiae: Arrestatie van de Tempeliers
  - 1307 - Rex regnum: Benoeming van zeven Franciscanen als pauselijke afgezanten naar China
  - 1308 - Faciens misericordiam: Stelt de procedure vast om Ridders der Tempeliers te vervolgen
  - 1308 - Regnans in coelis: Roept het Concilie van Venetië bijeen om de ridders van de Tempeliers te bespreken
  - 1312 - Vox in excelso: Verbod op de Tempeliers
  - 1312 - Ad providam: Beslaglegging op het bezit van de Tempeliers
  - 1312 - Considerantes dudum: Veroordeling van de Tempeliers
  - 1312 - Nuper in concilio: Over de opheffing van de eigendommen van de Tempelorde
  - 1312 - Licet dudum: Over de privileges van de opgeheven Tempelorde
  - 1312 - Dudum in generali concilio: Richtlijnen voor de opheffing van de eigendommen van de Tempeliers
  - 1313 - Licet pridem: Correctie ten aanzien van de opheffingsbullen van de Tempeliers
- Paus Johannes XXII
  - 1317 - Quorundam exigit: Tegen de spiritualisten bij de franciscanen inzake de armoedestrijd
  - 1317 - Sane Considerante: Oprichting van het aartsbisdom Toulouse en daarbij zes andere suffragane bisdommen
  - 1319 - Ad ea ex quibus: Oprichting van de Portugese Christusorden
  - 1322 - Quia nonnunquam: Discussievrijheid in Armoedestrijd
  - 1322 - Ad conditorem canonum: Voortzetting van de Armoedestrijd
  - 1323 - Cum inter nonnullos: Tegen het spiritualistische Armoedebegrip van sommige Franciscanen
  - 1324 - Quia quorundam: Armoedestrijd tussen paus en koning Ludwig
  - 1329 -Quia vir reprobus: Machtsstrijd in armoedestrijd
  - 1329 - In agro dominico: Over de theses van Meester Eckhart
- Paus Benedictus XII
  - 1336 - Benedictus Deus: Definitie van de katholieke leer over het godsaanzicht van de ziel na de dood
- Paus Urbanus V
  - 1363 - In coena Domini: Over het Laatste Avondmaal

### 15e eeuw
- Paus Gregorius XII
  - 1415 - Etsi doctoribus genium: Verkondiging van nieuwe anti-Joodse wetten
- Paus Eugenius IV
  - 1435 - Sicut Dudum: Veroordeelt het zonder aanzien des persoons in slavernij brengen van inheemsen op de Canarische eilanden door de Spanjaarden
  - 1439 - Laetantur Coeli: Hereniging van de Oosterse en Westerse kerk
  - 1442 - Illius qui: Ratificatie van de ontdekkingen van Hendrik de Zeevaarder in Afrika
- Paus Nicolaas V
  - 1452 - Dum diversas: De Portugezen krijgen toestemming niet-christelijke volken in eeuwige slavernij te brengen
  - 1455 - Romanus Pontifex: Portugezen krijgen het primaat van missie en monopolie op handel in Afrika
- Paus Calixtus III
  - 1456 - Cum hiis superioribus annis: De val van Constantinopel en een oproep voor een hernieuwde kruistocht tegen de Turken
- Paus Pius II
  - 1460 - Execrabilis: Verbieden van vrijspraak van zonden om zo onder eventuele berechting uit te komen
- Paus Sixtus IV
  - 1478 - Exigit sincerae devotionis: Goedkeuring aan het Spaanse Katholieken Koningen om een Spaanse Inquisitie op te richten
  - 1479 - Ea quae ex fidelium: Over het bidden van de Rozenkrans
  - 1481 - Aeterni regis: Bevestigt het Verdrag van Alcaçovas
  - 1482 - Numquam dubitavimus: Oproep tot koningen om inquisiteurs aan te stellen tegen Joodse praktijken
- Paus Innocentius VIII
  - 1484 - Summis desiderantes affectibus: Oproep tot maatregelen tegen hekserij en magie
- Paus Alexander VI
  - 1493 - Inter caetera: Verdeling van de wereld in een Spaanse en Portugese invloedssfeer
  - 1493 - Piis Fidelium: De Spaanse koningen mogen de missie leiden
  - 1497 - Ad Sacram Ordinis: Bevestiging dat de prefect van de apostolische kapel uit de Augustijnerorde komt

### 16e eeuw
- Paus Paulus III
  - 1537 - Sublimis Deus: Veroordeelt het zonder onderscheid tot slaaf maken van inheemsen in Zuid-Amerika
  - 1540 - Regimini militantis Ecclesiae: Goedkeuring jezuïetenorde
- Paus Paulus IV
  - 1559 - Super universas: Hervorming van de bisschoppelijke hiërarchie in de Bourgondische Kreits (Nu Nederland en België)
- Paus Gregorius XIII
  - 1582 - Inter gravissimas: Invoering van de gregoriaanse kalender

### 18e eeuw
- Paus Clemens XI
  - 1713 - Unigenitus: Tegen het jansenisme
- Paus Clemens XIV
  - 1773 – Dominus ac Redemptor: Opheffing jezuïetenorde

### 19e eeuw
- Paus Pius VII
  - 1814 -Sollicitudo omnium ecclesiarum: Heroprichting jezuïetenorde
- Paus Pius IX
  - 1854 - Ineffabilis Deus: Afkondiging van het dogma van de Onbevlekte Ontvangenis van Maria